# Caius Fonteius Capito (consul en 12)
Pour les articles homonymes, voir Caius Fonteius Capito.
Caius Fonteius Capito (fl. 12) est un homme politique de l'Empire romain.

## Vie
Fils de Caius Fonteius Capito, consul suffect en 33 av. J.-C..
Il est consul en 12.
Il est le grand-père de Caius Fonteius Capito, consul en 59.